# Jean Hotteterre
Jean Hotteterre   (París, 1677 - París, 3 de març de 1720) va ser un compositor i músic francès de la família Hotteterre.
Hotteterre va treballar al taller familiar de la Rue de Harlay, París fins a la seva mort a la cort de Lluís XIV de França. Ell i els seus germans Jacques-Martin i Nicolas van fer moltes millores a l'oboè, creant una versió "d'interior" semblant al shawm.